# 克里斯·休斯
克里斯·休斯（英語：Chris Hughes，1983年11月26日—）是美國企業家，為社交网站Facebook的共同創辦人與現任發言人。2012年，他收購了《新共和》雜誌，成為它的發行者與總主編。

## 早年与教育
克里斯·休斯在美国北卡罗来纳州的希科里市长大，父亲阿伦·“雷”·休斯（Arlen "Ray" Hughes）是一位纸品推销员，母亲布伦达·休斯（Brenda Hughes）是一所公立学校的教师，克里斯是他们唯一的孩子。休斯出生后成为一名基督教信义宗信徒。他高中毕业于马萨诸塞州安多佛的菲利普斯学院。2006年他以极优等的成绩毕业于哈佛大学并获历史与文学的文学士学位。在大学时代，他与室友马克·扎克伯格、达斯廷·莫斯科维茨和爱德华多·萨韦林共同创办了社交网站Facebook。

## 职业生涯
在2008年的美国大选中，休斯是当时的民主党总统候选人、前任总统贝拉克·奥巴马竞选团队中的一员，他担任在线组织活动协调员一职，领导创建了支持奥巴马竞选活动的社交网站“我的贝拉克·奥巴马”（My.BarackObama.com），为奥巴马竞选成功立下汗马功劳。2009年4月，休斯的事迹成为Fast Company杂志的封面故事之一，标题为""
在2009年3月，休斯被马萨诸塞州剑桥市的一家名为的风险投资公司聘为入驻企业家。
2010年，休斯创办了一家名为Jumo的非营利社交网站并担任执行董事，网站的目标是“帮助那些想方设法帮助世界的人”。同年7月，他被联合国艾滋病规划署选入一个由知名政治家、商业领袖、人权活动家和科学家组成的17人的“高级别委员会”，任务是“在来年发起一场社会和政治运动，旨在赢得大家对艾滋病预防计划的支持”。
休斯也是彼尔德伯格俱乐部的会员，并出席了2011年在瑞士圣莫里茨举行的瑞士2011年彼尔德伯格会议。
2012年3月，休斯购买了《新共和》杂志的多数股份。他计划成为杂志的发行人和总主编，而理查德·贾斯特（Richard Just）将仍担任主编。
2016年初宣布轉讓《新共和》。休斯在2012年收購了老牌雜誌《新共和》（New Republic），然而歷經三年的經營，終宣布轉讓《新共和》，退出紙媒市場。在經營《新共和》的期間，粗估投入了2千萬美元（約台幣6億6千萬元）的資金，也隨著轉讓而化為泡影。

## 私人生活
他是個公開的男同性戀者。2009年，他与当时的男友，结婚自由（Freedom to Marry）组织政治部主任肖恩·埃尔德里奇（Sean Eldridge）共同出席了奥巴马总统为欢迎印度总理曼莫汉·辛格到访而举办的总统任内首场国宴。在2011年1月举行的支持“结婚自由”组织招待会上，休斯与埃尔德里奇宣布订婚。他们於2012年6月3日在纽约州普特南县加里森村結婚。

## 媒体形象
在2010年电影《社交网络》中，帕特里克·马佩尔（Patrick Mapel）饰演克里斯·休斯。